# Marco Messeri
Marco Messeri (né le 15 décembre 1948 à Livourne, en Toscane, Italie) est un acteur et technicien de cinéma (régisseur) italien.

## Filmographie
- 1976 : I Tre moschettieri (feuilleton TV)
- 1977 : Non stop (série TV)
- 1980 : La locandiera
- 1981 : Teste di cuoio
- 1981 : Ricomincio da tre de Massimo Troisi
- 1982 : Morto Troisi, viva Troisi! de Massimo Troisi
- 1982 : Il paramedico
- 1985 : La messe est finie (La Messa è finita) de Nanni Moretti : Saverio
- 1986 : Il Bi e il Ba : Armando Maria Balestra
- 1987 : Nuit italienne (Notte italiana) : Otello
- 1987 : Le vie del Signore sono finite : Leone, il fratello di Camillo
- 1988 : Little Roma (feuilleton TV)
- 1989 : Palombella rossa : Michele's father (young)
- 1989 : Il prete bello : Ragionere, le comptable
- 1990 : Alberto Express : Le contrôleur
- 1990 : Le Voyage du capitaine Fracasse (Il Viaggio di Capitan Fracassa) : Bruyeres
- 1991 : Non siamo soli (feuilleton TV)
- 1991 : Pensavo fosse amore invece era un calesse
- 1994 : Il Toro : Tantini
- 1994 : Les Yeux fermés (Con gli occhi chiusi) de Francesca Archibugi : Domenico
- 1995 : Occhio di falco
- 1995 : Camerieri : Agostino
- 1996 : Un Inverno freddo freddo : Gianfrancesco
- 1996 : Intolerance : (segment "La Buona azione quotidiana")
- 1996 : Vesna va veloce
- 1996 : A spasso nel tempo : Lorenzo il Magnifico
- 1997 : A spasso nel tempo: l'avventura continua : Lorenzo il Magnifico
- 1998 : Simpatici & antipatici : Ugo
- 1999 : Il Guerriero Camillo
- 2000 : Padre Pio - Tra cielo e terra (TV)
- 2000 : Metronotte : Pasquale Riani
- 2000 : Il Grande botto
- 2000 : Teste di cocco : Filippo
- 2001 : Fughe da fermo : Anarchico
- 2002 : A cavallo della tigre de Carlo Mazzacurati
- 2003 : Tutti i sogni del mondo (feuilleton TV)
- 2003 : Un Posto tranquillo (TV) : Mario Zonca
- 2003 : Maria Goretti (TV) : Don Temistocle
- 2003 : Il pranzo della domenica : Marchese
- 2004 : Le Barzellette
- 2004 : Une romance italienne (L'amore ritrovato) : Franchino
- 2004 : Tu la conosci Claudia? : Vanni Maceria, il meccanico
- 2005 : Padre Speranza (TV) : Padre Leonardo
- 2010 : La prima cosa bella : Loriano Nesi
- 2016 : Folles de joie (La pazza gioia) de Paolo Virzì